# Dabīrnāl
Dabīrnāl (persiska: Dabīrīān, دَبيريان, دبیرنال) är en ort i Iran.   Den ligger i provinsen Qazvin, i den nordvästra delen av landet, 100 km väster om huvudstaden Teheran. Dabīrnāl ligger 1 167 meter över havet och antalet invånare är 178.
Terrängen runt Dabīrnāl är platt.Runt Dabīrnāl är det ganska tätbefolkat, med 100 invånare per kvadratkilometer. Närmaste större samhälle är Abyek, 16,5 km öster om Dabīrnāl. Trakten runt Dabīrnāl består till största delen av jordbruksmark.